# Together Again
"Together Again" là một bài hát của nghệ sĩ thu âm người Mỹ Janet Jackson nằm trong album phòng thu thứ sáu của cô, The Velvet Rope (1997). Nó được phát hành như là đĩa đơn thương mại đầu tiên trích từ album ở Hoa Kỳ và thứ hai trên toàn cầu vào ngày 2 tháng 12 năm 1997 bởi Virgin Records. Bài hát được đồng viết lời và sản xuất bởi Jackson và Jimmy Jam & Terry Lewis, cộng tác viên quen thuộc xuyên suốt sự nghiệp của cô, với sự tham gia hỗ trợ viết lời từ René Elizondo, Jr. - người chồng của cô lúc bấy giờ. Ban đầu được sáng tác như là một bản ballad, "Together Again" là một bản dance và house kết hợp với những yếu tố từ disco mang nội dung đề cập đến tâm sự của một cô gái về nỗi đau trước sự ra đi của một người thân, trong đó cô thể hiện tâm trạng lạc quan và tin rằng họ sẽ gặp lại nhau ở thiên đường. Jackson đã lấy những trải nghiệm cá nhân của bản thân để viết nên bài hát sau khi một người bạn của cô qua đời bởi AIDS, cũng như thông qua một mẩu thư từ một cậu bé vốn là người hâm mộ của cô ở Anh về câu chuyện từ người cha đã khuất của cô.
Sau khi phát hành, "Together Again" nhận được những phản ứng tích cực từ các nhà phê bình âm nhạc, trong đó họ đánh giá cao cấu trúc bài hát và giọng hát của Jackson, đồng thời so sánh nó với những tác phẩm của Diana Ross và Donna Summer. Bài hát cũng gặt hái những thành công vượt trội về mặt thương mại, đứng đầu các bảng xếp hạng ở Hungary và Hà Lan, và lọt vào top 10 ở hầu hết những quốc gia nó xuất hiện, bao gồm vươn đến top 5 ở nhiều thị trường lớn như Úc, Bỉ, Canada, Pháp, Đức, Ireland, Ý, New Zealand, Thụy Sĩ và Vương quốc Anh. Tại Hoa Kỳ, "Together Again" ra mắt ở vị trí thứ chín trên bảng xếp hạng Billboard Hot 100 và sau đó đạt vị trí số một trong hai tuần liên tiếp, trở thành đĩa đơn quán quân thứ tám của Jackson cũng như là duy nhất từ The Velvet Rope tại đây. Tính đến nay, nó bán được hơn 6 triệu bản trên toàn cầu, trở thành đĩa đơn bán chạy nhất trong sự nghiệp của Jackson cũng như là một trong những đĩa đơn bán chạy nhất mọi thời đại. Ngoài ra, một phần doanh số tiêu thụ từ đĩa đơn đã được nữ ca sĩ quyên góp hỗ trợ cho Quỹ Nghiên cứu bệnh AIDS ở Hoa Kỳ.
Hai video ca nhạc khác nhau đã được thực hiện cho "Together Again". Video cho bản gốc được đạo diễn bởi Seb Janiak, trong đó Jackson và những vũ công trình diễn bài hát trong một thiên đường mang tính chất tương lai ở châu Phi, nơi mọi người sống ôn hòa với những loài động vật hoang dã như voi, hươu cao cổ và mèo rừng. Một video khác cho bản phối "Deeper Remix" được đạo diễn bởi René Elizondo, Jr., và bao gồm những cảnh Jackson hát trong một căn hộ. Để quảng bá bài hát, Jackson đã trình diễn "Together Again" trên nhiều chương trình truyền hình và lễ trao giải lớn, bao gồm The Oprah Winfrey Show, Top of the Pops, Wetten, dass..? và giải thưởng Âm nhạc Mỹ năm 1998, cũng như trong nhiều chuyến lưu diễn của cô. Kể từ khi phát hành, bài hát đã xuất hiện trong nhiều album tuyển tập của nữ ca sĩ, như Number Ones (2009) và Icon: Number Ones (2010). Một số phiên bản phối lại khác nhau cho "Together Again" đã được phát hành, bao gồm bản "Deep Remix" là sự kết hợp giữa R&B và hip hop, cũng như bản "Deeper Remix" mang những ảnh hưởng của R&B và soul.

## Danh sách bài hát
| Đĩa CD #1 tại châu Âu và Anh quốc 1. "Together Again" (radio chỉnh sửa) - 4:07 2. "Together Again" (Jimmy Jam Deeper Radio chỉnh sửa) - 4:00 Đĩa CD #2 tại châu Âu và Anh quốc 1. "Together Again" (radio chỉnh sửa) - 4:07 2. "Together Again" (Tony Humphries Club phối) - 6:44 3. "Together Again" (DJ Premier 100 In A 50 phối lại) - 5:22 4. "Together Again" (Jimmy Jam Deep phối lại) - 5:46 5. "Together Again" (Tony Moran 7" chỉnh sửa với phần mở đầu) - 5:29 6. "Together Again" (Jimmy Jam Deeper Radio chỉnh sửa) - 4:00 Đĩa 7" tại Hoa Kỳ 1. "Together Again" (radio chỉnh sửa) - 4:07 2. "Got 'til It's Gone" (Ummah Jay Dee's Revenge phối) - 3:45 | Đĩa 12" tại Anh quốc 1. "Together Again" (Tony Humphries 12" chỉnh sửa phối) - 9:57 2. "Together Again" (Tony Humphries FBI Dub chỉnh sửa) - 7:20 3. "Together Again" (DJ Premier 100 In A 50 phối lại) - 5:22 4. "Together Again" (DJ Premier 100 Just The Bass Vocal) - 5:21 5. "Together Again" (Jimmy Jam Deep chỉnh sửa) - 5:46 Đĩa 12" tại Hoa Kỳ 1. "Together Again" (Tony Moran 12" Club phối) - 11:00 2. "Together Again" (Tony Humphries Club chỉnh sửa) - 6:44 3. "Together Again" (Jimmy Jam Extended Deep Club phối) - 6:29 4. "Together Again" (DJ Premier Just Tha Bass) - 5:22 |

## Xếp hạng
| Bảng xếp hạng (1997–98)                  | Vị trí cao nhất |
| ---------------------------------------- | --------------- |
| Úc (ARIA)                                | 4               |
| Áo (Ö3 Austria Top 40)                   | 6               |
| Bỉ (Ultratop 50 Flanders)                | 2               |
| Bỉ (Ultratop 50 Wallonia)                | 2               |
| Canada (RPM)                             | 2               |
| Canada Dance (RPM)                       | 1               |
| Đan Mạch (Tracklisten)                   | 2               |
| Châu Âu (European Hot 100 Singles)       | 1               |
| Phần Lan (Suomen virallinen lista)       | 16              |
| Pháp (SNEP)                              | 2               |
| Đức (Official German Charts)             | 2               |
| Ireland (IRMA)                           | 4               |
| Ý (FIMI)                                 | 5               |
| Hà Lan (Dutch Top 40)                    | 1               |
| Hà Lan (Single Top 100)                  | 1               |
| New Zealand (Recorded Music NZ)          | 5               |
| Na Uy (VG-lista)                         | 11              |
| Scotland (OCC)                           | 6               |
| Tây Ban Nha (PROMUSICAE)                 | 4               |
| Thụy Điển (Sverigetopplistan)            | 9               |
| Thụy Sĩ (Schweizer Hitparade)            | 2               |
| Anh Quốc (OCC)                           | 4               |
| Anh Quốc Dance (OCC)                     | 6               |
| Anh Quốc R&B (OCC)                       | 1               |
| Hoa Kỳ Billboard Hot 100                 | 1               |
| Hoa Kỳ Adult Pop Airplay (Billboard)     | 29              |
| Hoa Kỳ Dance Club Songs (Billboard)      | 1               |
| Hoa Kỳ Hot R&B/Hip-Hop Songs (Billboard) | 8               |
| Hoa Kỳ Pop Airplay (Billboard)           | 5               |
| Hoa Kỳ Rhythmic (Billboard)              | 8               |

| Bảng xếp hạng (1997)                 | Vị trí |
| ------------------------------------ | ------ |
| Australia (ARIA)                     | 96     |
| Netherlands (Dutch Top 40)           | 257    |
| UK Singles (Official Charts Company) | 34     |
| Bảng xếp hạng (1998)                 | Vị trí |
| Australia (ARIA)                     | 27     |
| Austria (Ö3 Austria Top 40)          | 32     |
| Belgium (Ultratop 50 Flanders)       | 15     |
| Belgium (Ultratop 40 Wallonia)       | 9      |
| Canada Dance (RPM)                   | 22     |
| Denmark (Tracklisten)                | 18     |
| Europe (European Hot 100 Singles)    | 4      |
| France (SNEP)                        | 7      |
| Germany (Official German Charts)     | 18     |
| Italy (FIMI)                         | 38     |
| Japan (Tokyo Hot 100)                | 12     |
| Netherlands (Dutch Top 40)           | 4      |
| Netherlands (Single Top 100)         | 3      |
| Sweden (Sverigetopplistan)           | 58     |
| Switzerland (Schweizer Hitparade)    | 17     |
| UK Singles (Official Charts Company) | 32     |
| US Billboard Hot 100                 | 6      |
| US Hot Dance Club Songs (Billboard)  | 50     |
| US Hot R&B/Hip-Hop Songs (Billboard) | 44     |

| Bảng xếp hạng (1990–99)              | Vị trí |
| ------------------------------------ | ------ |
| France (SNEP)                        | 60     |
| Netherlands (Dutch Top 40)           | 20     |
| UK Singles (Official Charts Company) | 59     |
| US Billboard Hot 100                 | 74     |

| Bảng xếp hạng        | Vị trí |
| -------------------- | ------ |
| US Billboard Hot 100 | 506    |

## Chứng nhận
| Quốc gia                                                                           | Chứng nhận | Số đơn vị/doanh số chứng nhận |
| ---------------------------------------------------------------------------------- | ---------- | ----------------------------- |
| Úc (ARIA)                                                                          | Bạch kim   | 70.000^                       |
| Bỉ (BEA)                                                                           | Bạch kim   | 50.000*                       |
| Pháp (SNEP)                                                                        | Bạch kim   | 500.000*                      |
| Đức (BVMI)                                                                         | Bạch kim   | 500.000^                      |
| Hà Lan (NVPI)                                                                      | Bạch kim   | 75.000^                       |
| Nhật Bản (RIAJ)                                                                    | Bạch kim   | 100.000^                      |
| New Zealand (RMNZ)                                                                 | Vàng       | 7.500*                        |
| Thụy Điển (GLF)                                                                    | Vàng       | 15.000^                       |
| Thụy Sĩ (IFPI)                                                                     | Vàng       | 25.000^                       |
| Anh Quốc (BPI)                                                                     | Bạch kim   | 804,000                       |
| Hoa Kỳ (RIAA)                                                                      | Vàng       | 800,000                       |
| * Chứng nhận dựa theo doanh số tiêu thụ. ^ Chứng nhận dựa theo doanh số nhập hàng. |            |                               |